# Kruchaweczka brudnobiała

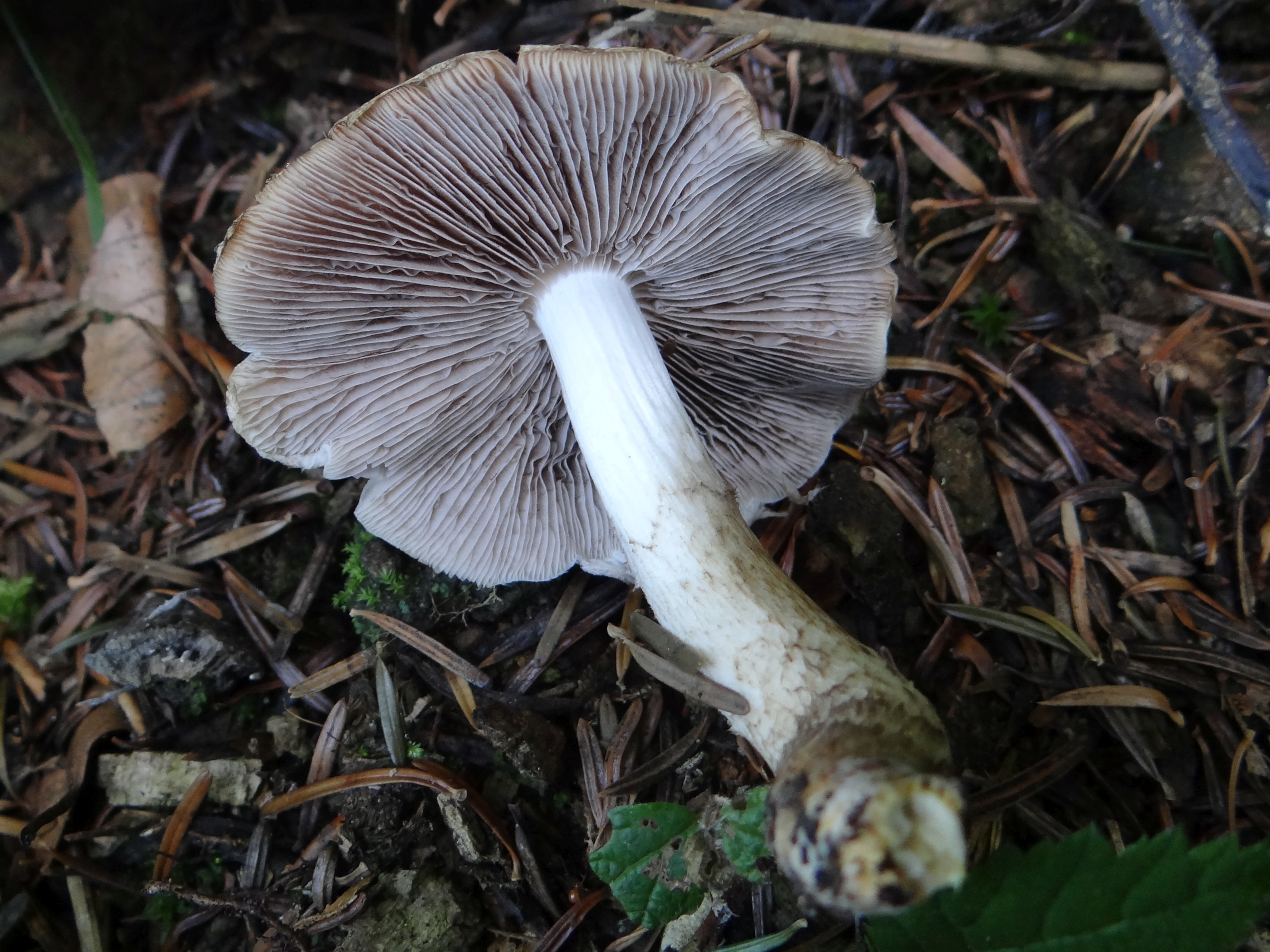

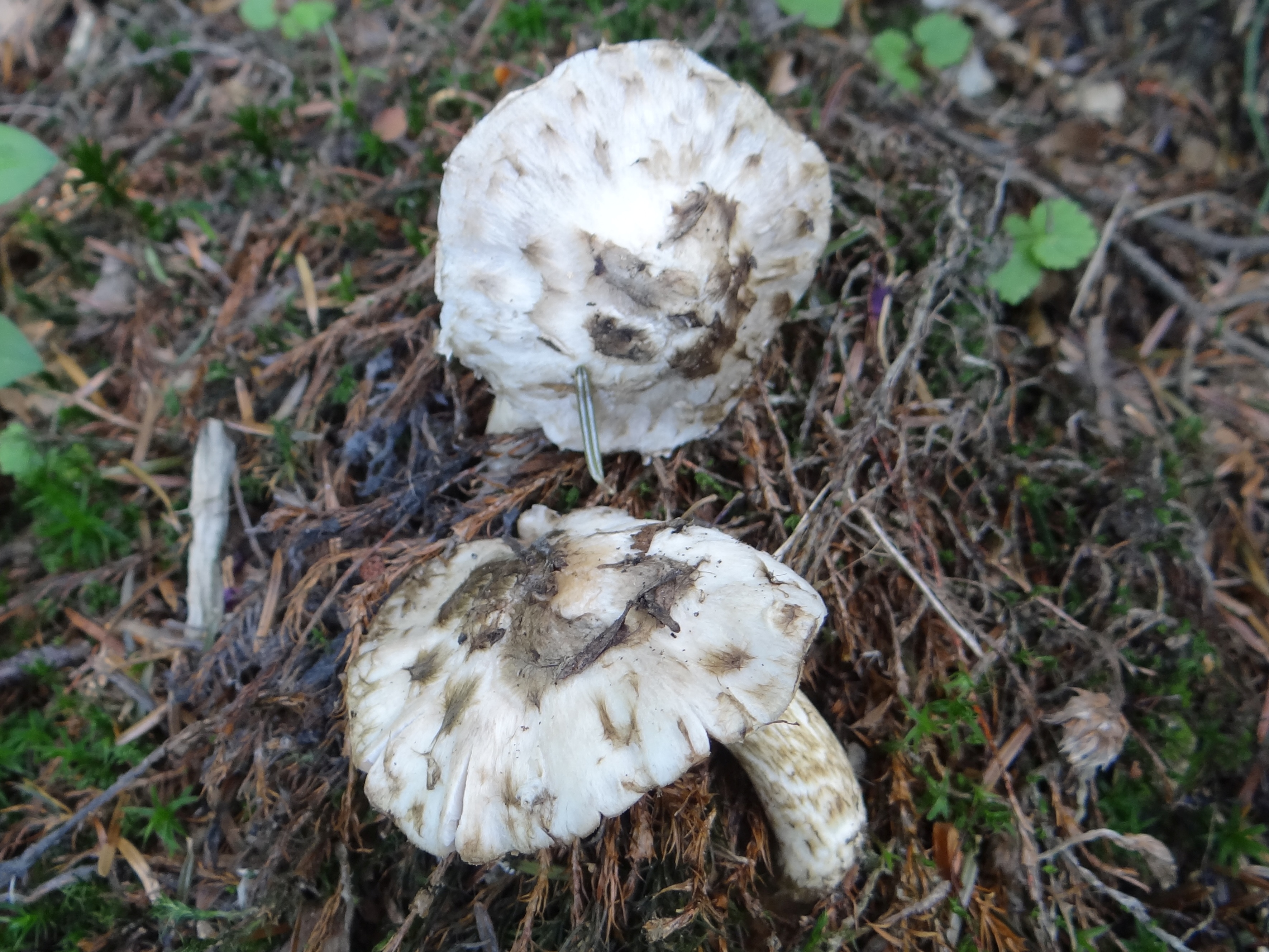

Kruchaweczka brudnobiała (Psathyrella cotonea (Quél.) Konrad & Maubl.) – gatunek grzybów z rodziny kruchaweczkowatych (Psathyrellaceae).

## Systematyka i nazewnictwo
Pozycja w klasyfikacji według Index Fungorum: Psathyrella, Psathyrellaceae, Agaricales, Agaricomycetidae, Agaricomycetes, Agaricomycotina, Basidiomycota, Fungi.
Po raz pierwszy gatunek ten opisany został w 1877 r. przez L. Quéleta jako Stropharia cotonea. Obecną, uznaną przez Index Fungorum nazwę nadali mu Paul Konrad i André Maublanc w 1949 r.
Synonimy naukowe:

- Agaricus hypoxanthus W. Phillips & Plowr. 1884
- Agaricus pseudostorea W.G. Sm. 1903
- Agaricus storea var. caespitosus Cooke 1887
- Drosophila cotonea (Quél.) Kühner & Romagn. 1953
- Hypholoma cotoneum (Quél.) J.E. Lange 1923
- Hypholoma hypoxanthum (W. Phillips & Plowr.) Sacc. 1887
- Hypholoma pseudostorea (W.G. Sm.) Sacc. & D. Sacc. 1905
- Hypholoma storea var. caespitosum (Cooke) Killerm. 1939
- Stropharia cotonea Quél. 1877

Nazwę polską zaproponował Władysław Wojewoda w 2003 r.

## Morfologia
Kapelusz
Średnicy od 2 do 10 cm. Początkowo jest dzwonkowaty, później coraz bardziej rozpostarty, na koniec spłaszczony. Powierzchnia o barwie białawej, szarawej lub brązowawej. Pokryta jest czarniawymi łuskami. Osłona silnie rozwinięta, u młodych okazów biała. Na brzegu kapelusza utrzymuje się długo.
Blaszki
Gęste, nieco przyrośnięte, za młodu białe, potem bladoszarobrązowe o białej krawędzi.
Trzon
Wysokość 3-13,5 cm, grubość 0,3-1,2 cm. Powierzchnia o barwie od białawej do szarej, łuszcząca się, często żółtawa lub czerwonawa u podstawy. Pierścienia brak.
Wysyp zarodników
Ciemnobrązowy.
Cechy mikroskopowe
Zarodniki o rozmiarach 6–9 × 3–4,5 μm, elipsoidalne do wąskoelipsoidalnych lub jajowate, często zwężone. W KOH barwią się na bladoszarobrązowo. Posiadają dużą, nieprzeźroczystą kroplę oleju. Pory rostkowe małe. Podstawki o rozmiarach 15–32 × 6,5–9 μm, 4-zarodnikowe. cheilocystydy o rozmiarach 25–65 × 6–15 μm, liczne, czasami stłoczone. Pleurocystydy o rozmiarach 25–63 × 8,2–17,5 μm, bardzo liczne. Na strzępkach występują sprzążki.

## Występowanie i siedlisko
Opisano występowanie tego gatunku tylko w Europie i Ameryce Północnej. W Europie występuje w Austrii, Czechach, Niemczech, Francji, Włoszech, Norwegii, Hiszpanii, Szwecji i Szwajcarii. W piśmiennictwie polskim do 2003 r. podano tylko 4 jego stanowiska, wszystkie na obszarach chronionych (Ojcowski, Roztoczański i Pieniński Park Narodowy oraz rezerwat przyrody Dębowiec).
Saprotrof. Rośnie w lasach na martwym drewnie. Owocniki wytwarza od sierpnia do listopada. Polscy autorzy podają, że występuje głównie na drewnie buków, ale według źródeł zagranicznych także na martwym drewnie brzóz i świerków. Występuje głównie w górach, na niżu jest rzadki.

## Gatunki podobne
Młode owocniki są podobne do łuskwiaka topolowego (Hemipholiota populnea), ten jednak rośnie na martwym drewnie topoli.